# Liste der Bodendenkmale in Egeln
In der Liste der Bodendenkmale in Egeln sind alle Bodendenkmale der Stadt Egeln und ihrer Ortsteile aufgelistet. Grundlage ist die Veröffentlichung der Landesdenkmalliste mit Stand vom 25. Februar 2016.  Die Baudenkmale sind in der Liste der Kulturdenkmale in Egeln aufgeführt.
| Denkmal-ID | Fundart             | Ortsteil | Bezeichnung                       | Zeitstellung       | Lage                                                                 | Bemerkungen | Bild |
| ---------- | ------------------- | -------- | --------------------------------- | ------------------ | -------------------------------------------------------------------- | --- | ---- |
| 428310190  | Befestigung > Wall  | Egeln    | Befestigung?, Wall? – kein OBD    | Neuzeit (ab ~1500) | ()                                                                   | 1,5–2 m hoch. Davor ein flacher 6–8 m breiter Graben, darin ein flacher Hügel, Durchmesser 8–10 m, Höhe 0,6–0,8 m. Wohl neuzeitlich.                                                                        |      |
| 428310097  | Befestigung > Burg  | Egeln    | überbaute Burganlage (Wasserburg) | undatiert          | Ostseite der Stadt, ehem. Amtssitz (Lage)                            | Bebauung zum größten Teil in gutem Zustand, aber einige Nebengebäude abgerissen. |      |
| 428310188  | Grabmal > Grabhügel | Egeln    | Grabhügel, evtl. auch Burghügel   | undatiert          | östl. des Ortes im Wald (Schlossholz) (Lage)                         | Durchmesser 25 m, Höhe 1 m. |      |
| 428310194  | Befestigung > Wall  | Egeln    | Wallanlage                        | Neuzeit (ab ~1500) | südwestl. der Altstadt (Dom Marienstift, Kloster Marienstuhl) (Lage) | Wallanlage/Kloster, seit 15. Juni 1960 unter Schutz. Um 1825 Klausur abgebrannt. Wallreste noch 1–1,5 m hoch.                                                                                               |      |
| 428310098  | Befestigung > Wall  | Egeln    | Burg? – Wallrest                  | Mittelalter        | südl. des Ortes, Klostergut (Lage)                                   | Ca. 2,50 m hoch, sehr stark bewachsen. Davor ein Wassergraben mit starkem Schilfbewuchs. |      |
| 428310191  | besonderer Stein    | Egeln    | Kreuzstein                        | undatiert          | im Ort, in der Wasserburg eingemauert (Lage)                         | Starke Verwitterungsschäden. In der Wasserburg vermauert. Dort soll es einen Hohlraum geben. Nach einer Sage wurde dort eine schwangere Nonne eingemauert. Stein soll von der früheren Burgkapelle stammen. |      |
| 428310189  | Befestigung > Wall  | Egeln    | Befestigung (Wallanlage)          | undatiert          | östl. des Ortes im Wald (Schlossholz) ()                             | Deutliche Reste von 2 Wällen, Höhe 1,5 m, dazwischen 6–8 m breiter Graben. |      |